# آوی توانیان
آوتیس «آوی» توانیان (ارمنی: Ավետիս Թևանյան؛ انگلیسی: Avadis «Avie» Tevanian؛ زادهٔ ۱۹۶۱) یک مهندس، دانشمند رایانه و برنامه‌نویس ارمنی‌تبار اهل ایالات متحده آمریکا است.
توانیان معاون مهندسی نرم‌افزار کامپیوتر NeXT بود و وظیفه کمک به توسعه سیستم عامل NeXT را نیز بر عهده داشت که بعدها اپل سیستم عامل OS] X] روی آورد. او در آن زمان به اپل ملحق شد و تا سال ۲۰۰۶ میلادی مدیریت بخش نرم‌افزار را به عهده داشت. در حال حاضر او یکی از شرکای اصلی موسسه سرمایه‌گذاری Elevation Partners است.
توانیان اهل وستبروک، مین است. توانیان بازی آرکید دهه 1980 Missile Command را شبیه‌سازی کرد و در نسخه‌ای برای Xerox Alto و Mac Missiles به آن نامی مشابه داد! برای پلت فرم مکینتاش. او دارای مدرک B.A. در ریاضیات از دانشگاه روچستر و M.S. و Ph.D. مدرک علوم کامپیوتر از دانشگاه کارنگی ملون. در آنجا او طراح و مهندس اصلی سیستم عامل ماخ بود.